# Osornophryne antisana
Osornophryne antisana är en groddjursart som beskrevs av Marinus S. Hoogmoed 1987. Osornophryne antisana ingår i släktet Osornophryne och familjen paddor. IUCN kategoriserar arten globalt som starkt hotad. Inga underarter finns listade i Catalogue of Life.